# 롤라 런
《롤라 런》(독일어: Lola rennt)은 1998년 톰 티크베어가 각본과 연출을 맡은 독일의 실험적 스릴러 영화이다. 이야기는 연인 만니(모리츠 블라이프트로이)의 목숨을 구하기 위해 20분 안에 10만 도이치마르크를 구해야 하는 롤라(프랑카 포텐테)를 따라간다.
《롤라 런》은 베네치아 국제 영화제에서 상영되어 황금사자상을 놓고 경쟁했다. 개봉 이후 이 영화는 평단의 찬사를 받았으며 선댄스 영화제 관객상, 시애틀 국제영화제 최우수작품상, 독일 영화상 7관왕 등 여러 상을 수상했다. 또한 제71회 아카데미 시상식 외국어 영화상 독일 출품작으로 선정되었으나 최종 후보에는 오르지 못했다.

## 줄거리
10만 도이치마르크를 전달하는 심부름꾼인 만니는 당황한 상태로 연인인 롤라에게 전화를 건다. 만니는 지하철을 타고 돈을 전달하러 가다가 승차권 검표원을 보고 도망쳤는데, 돈가방을 놓고 온 것을 뒤늦게 깨달았다고 말한다. 그는 열차가 떠날 때 한 노숙인이 그 가방을 살펴보는 것을 목격했다. 만니의 상관인 로니는 20분 안에 돈을 구하지 못하면 그를 죽일 것이기에, 만니는 근처 슈퍼마켓을 털어 돈을 마련하려 한다. 롤라는 만니에게 자신을 기다려 달라고 간청하며 은행 지점장인 아버지에게 도움을 청하기로 한다.
롤라는 전화를 끊고 아파트 건물의 계단을 내려가면서 개를 데리고 있는 남자를 지나친다. 은행에서는 그의 아버지가 애인과 대화를 나누고 있었는데, 애인은 자신이 임신했음을 밝힌다. 롤라가 도착했을 때, 아버지와의 대화는 말다툼으로 번진다. 아버지는 롤라의 어머니와 이혼할 것이며 롤라가 자신의 친딸이 아니라고 말한다. 롤라는 만니를 만나러 달려가지만 너무 늦게 도착해 만니가 총을 들고 슈퍼마켓에 들어가는 것을 목격한다. 그는 만니가 10만 마르크를 강탈하는 것을 돕지만, 나오자마자 경찰이 건물을 에워싸고 있는 것을 발견한다. 항복하면서 만니가 돈가방을 공중에 던지자, 이에 놀란 경찰관이 실수로 롤라를 죽이고 만다.
사건은 롤라가 집을 나서는 순간부터 다시 시작된다. 이번에는 개를 데리고 있던 남자가 일부러 롤라를 걸어 넘어뜨리고, 그는 다리를 절뚝이며 은행에 늦게 도착한다. 이로 인해 아버지의 애인이 자신이 임신한 아이의 아버지가 그가 아니라고 덧붙일 시간이 생긴다. 대화를 엿들은 롤라는 분노하여 경비원의 총을 빼앗아 아버지를 인질로 잡고 은행에서 10만 마르크를 강탈한다. 경찰이 그를 지나가는 행인으로 착각하는 바람에 그는 빠져나가 제때 만니를 만나 슈퍼마켓 강도짓을 막을 수 있었지만, 롤라가 잠시 전에 주의를 산만하게 했던 구급차가 과속으로 달리다 만니를 치어 죽인다.
사건이 다시 시작된다. 롤라는 그 남자와 개를 뛰어넘어 은행에 일찍 도착하지만, 처음 두 번처럼 자동차 사고를 유발하지는 않는다. 그 결과 아버지의 고객이 롤라보다 먼저 도착해 아버지와 함께 떠난다. 이제 롤라는 목적 없이 돌아다니다가 카지노에 들어가 가진 돈을 모두 건네고 100마르크짜리 칩으로 룰렛을 한다. 그는 20번에 걸었고 이겼다. 룰렛은 35배를 지급하므로 3,500마르크를 더 얻게 되고, 그는 즉시 원래 칩에 이 돈을 추가해 다시 20번에 건다. 그가 날카롭게 비명을 지르자 20번이 또 나온다. 그는 129,600마르크가 든 가방을 들고 만니와의 약속 장소로 달려간다. 만니는 지하철에서 봤던 노숙인이 돈가방을 들고 자전거를 타고 지나가는 것을 발견한다. 만니는 총으로 위협해 가방을 되찾고 총을 교환한다. 지친 모습으로 땀을 흘리며 도착한 롤라는 만니가 로니에게 돈을 건네는 것을 목격한다. 두 사람이 걸어가면서 만니는 무심코 롤라의 가방에 대해 묻는다.

## 출연

### 주연
- 프란카 포텐테
- 모리츠 블라이브트로이

### 조연
- 허버트 크노프
- 니나 페트리
- 아민 로드
- 요아힘 크롤
- 루저 피스터

## 주제
이 영화는 자유의지와 결정론, 인간의 운명에서 우연이 차지하는 역할, 그리고 불분명한 인과관계와 같은 주제를 다룬다. 짧은 플래시포워드 스틸 이미지 장면을 통해 롤라가 행인들과 스쳐 지나가며 나눈 찰나의 상호작용이 그들의 미래에 놀랍고도 극적인 영향을 미치는 것이 드러난다. 이는 혼돈 이론의 나비 효과를 간명하게 보여주는 것으로, 겉보기에는 사소해 보이는 상호작용의 작은 변화가 우리가 인식하는 것보다 훨씬 더 광범위한 결과를 초래할 수 있다는 것을 의미한다. 우연과 의식적 의도의 관계에 대한 영화의 탐구는 카지노 장면에서 전면에 드러나는데, 여기서 롤라는 유리를 깨는 듯한 비명으로 룰렛 볼이 자신이 걸은 번호에 불가능에 가깝게 떨어지도록 하면서 순전한 의지의 힘으로 우연의 법칙을 거스르는 듯 보인다.
자유의지와 결정론에 대한 주제적 탐구는 처음부터 분명하게 드러난다. 영화의 짧은 프롤로그에서 보이지 않는 화자는 일련의 수사적 질문을 던지면서 관객들이 결정론과 철학적 자유주의, 그리고 인식론과 관련된 전통적인 철학적 질문들을 다루는 형이상학적 관점으로 영화를 보도록 이끈다. 이러한 주제는 각각의 대안적 현실에서 만니와 잠깐 마주치며, 그 현실들의 현재와 잠재적 미래에 대해 초자연적 이해를 가진 것처럼 보이는 시각장애인 여성이 반복적으로 등장하면서 강화된다. 이 영화는 궁극적으로 카지노 장면과 시각장애인 여성이 만니의 주의를 지나가는 사람에게로 돌리는 마지막 전화 부스 장면을 통해 영화의 절정 부근에서 그가 중요한 선택을 할 수 있게 되는 것에서 볼 수 있듯이 자유의지 문제에 대해 양립가능론적 철학관을 지지하는 것으로 보인다.
영화의 여러 순간들은 등장인물들의 초자연적 인식을 암시한다. 예를 들어, 첫 번째 현실에서 만니는 긴장한 롤라에게 안전장치를 해제하는 방법으로 총 사용법을 알려주는데, 두 번째 타임라인에서 롤라는 마치 어떻게 하는지 기억하고 있다는 듯이 안전장치를 해제한다. 이는 그가 이전 타임라인에서 일어난 사건들의 기억을 가지고 있을 수 있다는 것을 시사한다. 또한 세 번째 타임라인에서 은행 경비원이 롤라에게 "드디어 왔군요"라고 말하는 것은 마치 이전 두 번의 롤라의 출현을 기억하고 있는 것 같다.
욕망이라는 주제는 영화 전반에 걸쳐 롤라의 행동을 추동하는 힘으로 표현된다. 잉게보르크 마예르 오시키의 논문 《무엇이든 롤라가 원하는 것을, 롤라는 얻는다(정말 그럴까?): 톰 티크베어의 《롤라 런》에서의 시간과 욕망》에서 그는 "롤라가 진정으로 원하는 것은 성적인 측면에서 만니와 시간적 동기화를 이루는 것"이라고 주장한다. 줄거리의 갈등은 롤라가 늦은 것으로 시작되는 첫 전화 통화로 인해 발생하며, 이는 그들의 타이밍이 어긋나게 된다. 첫 번째 "에피소드"가 끝난 후 침대에서의 질문을 통해 롤라의 관계에 대한 불만이 드러나고, 이는 만니로 하여금 "날 떠나고 싶어?"라고 묻게 만든다. 오시키는 하루를 반복하게 되는 것이 만니의 타이밍을 조정하려는 롤라의 지속적인 시도에 의해 추동된다고 주장한다. 영화 전체는 롤라를 "전통적인 시간 제약을 뛰어넘을 수 있는 포스트모던 여주인공"으로 묘사하면서 그가 결국 원하는 것을 얻을 것이라는 기대를 주게 된다. 오시키는 영화에서 세 번째로 도달했을 때 "롤라는 슈퍼히로인의 지위를 잃을 뿐만 아니라 욕망하고자 하는 욕망도 잃는다"고 주장한다. 그는 결말이 "고전적 할리우드 영화의 욕망 경제학의 전통"을 보여준다고 말한다. 만니가 돈을 되찾자 롤라의 "동기화"에 대한 욕망은 만니가 "어설프고 꽤나 무능한 연인에서 상황을 통제하는 남자로 변모"하는 것을 지켜보면서 사라진다. 오시키는 이것이 마지막 막에서 롤라의 히로인으로서의 지위를 약화시킨다고 주장한다.

## 제작

### 사운드트랙
티크베어, 조니 클라이멕, 라인홀트 하일이 작곡한 사운드트랙에는 미국 작곡가 찰스 아이브스의 20세기 초 실내악 작품인 《응답 없는 질문》(The Unanswered Question)의 지속되는 현악 화음이 여러 차례 인용되어 있다. 원작에서 이 화음들은 "아무것도 알지 못하고, 보지 못하고, 듣지 못하는 드루이드 사제들의 침묵"을 표현하고자 한 것이다.
테크노 사운드트랙은 영화의 모티프인 리듬, 반복, 그리고 다양한 시공간적 논리 사이의 간격 사이에 변증법적 관계를 확립했다. 이는 시간과 공간 또는 순환적인 것과 선형적인 것과 같은 모순들의 통일을 이루어낸다.

### 촬영 장소
《롤라 런》은 독일 베를린과 그 주변에서 촬영되었다.

## 수용과 평가

### 비평가 반응

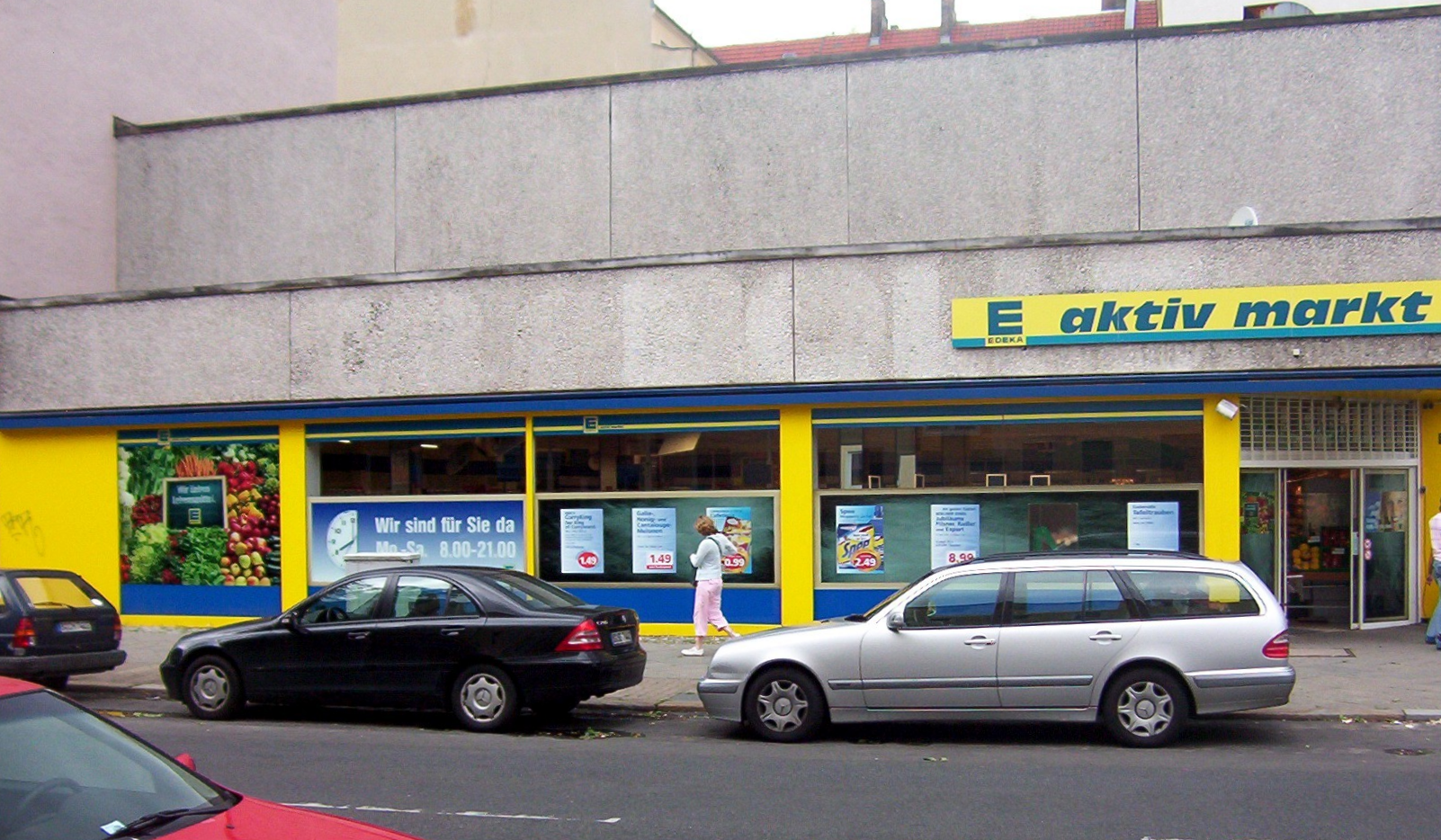
만니와 롤라가 강도짓을 벌이는 장면을 촬영한 베를린 샬로텐부르크의 옛 볼레 슈퍼마켓(현재는 에데카 악티브 마르크트)

영화가 개봉할 당시 엇갈린 평가가 있었다. 《필름 스렛》의 크리스 고어는 이 영화에 대해 "위대한 외국 영화가 갖춰야 할 모든 것을 보여준다. 액션, 성애, 매력적인 캐릭터, 영리한 영화 제작 기법이 있고, 거슬리는 자막을 읽을 필요 없이 이야기를 따라갈 수 있으며 허세가 없다(이건 내게 필수 조건이다). 이 영화에 대해 아무리 극찬해도 부족하다. 이것은 최고의 열정적 영화 제작이다. 최고의 외국 영화 중 하나이자, 아니 내가 본 최고의 영화 중 하나"라고 말했다. 반면 《시카고 리더》의 조나단 로젠바움은 "머리 쓸 필요 없는 영화치고는 최고로 재미있다. 내 생각으로는 《스피드》 같은 진부한 테마파크 놀이기구보다 훨씬 재미있고, 그만큼 빠르게 진행된다. 하지만 깊은 여운은 기대하지 말라"고 평했다.
2024년 10월 현재 리뷰 집계 사이트 로튼 토마토에 따르면 91개의 리뷰를 기준으로 비평가의 93%가 이 영화에 긍정적인 평가를 내렸으며, 평균 평점은 7.70/10이다. 이 사이트의 비평가 합의는 "장 폴 사르트르를 한 통 가득 채운 것보다 더 재미있는 이 영화는 매력적인 러브스토리와 매우 인간적인 연기에 에너지 넘치는 변주를 더하면서 일련의 가정과 피를 끓게 하는 사운드트랙을 선보인다"라고 밝혔다. 메타크리틱에서는 29개의 리뷰를 바탕으로 100점 만점에 77점을 기록했으며, "대체로 호평"을 받은 것으로 나타났다.

### 흥행 성적
이 영화는 1,380만 달러의 수익을 올리며 1998년 독일에서 개봉한 독일 영화 중 최고 흥행작이 되었다. 미국과 캐나다에서 810만 달러를, 전 세계적으로는 2,370만 달러의 흥행 수입을 기록했다.

### 수상 내역
이 영화는 영어가 아닌 외국어 영화 부문 영국 아카데미 영화상을 포함해 수십 개의 상에 후보로 올랐다. 1999년 선댄스 영화제 관객상, 시애틀 국제영화제 최우수작품상, 독일 영화상 7관왕 등 여러 상을 수상했다. 《롤라 런》은 2010년 《엠파이어》지 선정 '세계 영화 100선' 중 86위에 올랐다. 또한 제55회 베네치아 국제 영화제에서 황금사자상 후보에 올랐으며, 1998년 유럽영화상 후보에도 지명되었다.
《런 롤라 런》은 제71회 아카데미 시상식 외국어 영화상 독일 출품작으로 선정되었으나 최종 후보에는 오르지 못했다.